# بهشید برخوردار
بهشید برخوردار (زادهٔ ۲۰ شهریور ۱۳۶۰) سیاستمدار اهل ایران است. وی نمایندهٔ زرتشتیان ایران در دوره دوازدهم مجلس شورای اسلامی است. وی با کسب ۱٬۰۲۱ رأی برگزیده شد.
بهشید برخوردار نخستین و تنها زن از اقلیت‌های مذهبی ایران است که در دوران حکومت جمهوری اسلامی به مجلس شورای اسلامی راه یافته‌است. وی همچنین پس از اما آقایان دومین زن اقلیت مذهبی در تاریخ ایران به شمار می‌رود که به عنوان نماینده وارد مجلس ایران شده‌است.

## حمایت از حجاب اجباری
بهشید برخوردار از موافقان قانون عفاف و حجاب است و در جریان نشست علنی روز سه‌شنبه ۱۴ اسفند ۱۴۰۳ مجلس شورای اسلامی، یکی از ۲۰۹ نماینده‌ای بود که نامۀ درخواست نمایندگان از رئیس‌مجلس برای ابلاغ قانون حجاب را امضا کرد. او سپس با انتشار متنی حمایت خود از این لایحه را ناشی از «اصالت زرتشتی بودن» خود عنوان کرد و گفت «پوشیدگی و برهنه نبودن حقیقت فرهنگ زرتشتی ایرانی است». وی همچنین مخالفان اجرای این قانون را «تعداد اندکی» افراد «عمداً به‌خواب‌رفته» و «بی‌خرد» نامید. این موضع برخوردار با انتقاد زرتشتیان ایران مواجه شد.